# Ходаковский, Владимир Анатольевич
Владимир Анатольевич Ходаковский (род. 2 февраля 1940, Иркутск) — латвийский учёный и политический деятель.

## Биография
В 1962 году окончил РИИГВФ. С 1979 года доктор технических наук (в латвийской системе учёных степеней в 1992 году приравнено к хабилитированному доктору инженерных наук).
В 1982—1988 годах был деканам радиофакультета РКИИГА, в 1988—1997 ректор РКИИГА (с 1992 года — РАУ).
В 1990—1993 был депутатом латвийского Верховного Совета.
В 2014 и 2018 годах был кандидатом в депутаты Сейма от Русского союза Латвии.